# 500 miles d'Indianapolis 1923
Les 500 miles d'Indianapolis 1923, courus sur l'Indianapolis Motor Speedway et organisés le mercredi 30 mai 1923, ont été remportés par le pilote américain Tommy Milton sur une Miller (en).

## Grille de départ
| Ligne | Intérieur         | Centre                   | Extérieur         |
| 1     | Tommy Milton      | Harry Hartz              | Dario Resta       |
| 2     | Martín de Álzaga  | Louis Zborowski          | Pierre De Vizcaya |
| 3     | Lora Corum (en)   | Howdy Wilcox             | Jimmy Murphy      |
| 4     | Cliff Durant      | Ralph DePalma            | Earl Cooper       |
| 5     | Joe Boyer         | Eddie Hearne             | Christian Werner  |
| 6     | Frank Elliott     | Christian Lautenschlager | Bennett Hill      |
| 7     | Harlan Fengler    | Max Sailer               | Leon Duray        |
| 8     | Prince de Cystria | Raúl Riganti             | Wade Morton       |

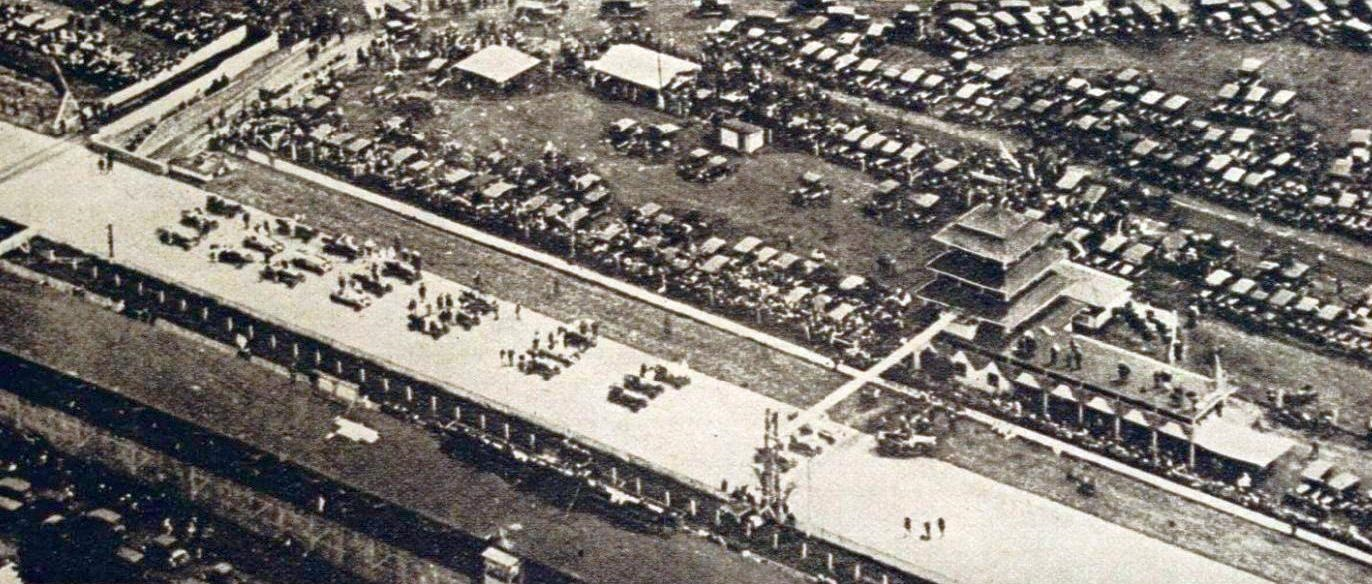
Le départ de l'édition.

La pole fut réalisée par Tommy Milton à la moyenne de 174,083 km/h.

## Classement final
| no | Pilote                   | Voiture    | Tours | Temps/Abandon   |
| 1  | Tommy Milton             | Miller     | 200   | 5 h 29 min 50 s |
| 2  | Harry Hartz              | Miller     | 200   |                 |
| 3  | Jimmy Murphy             | Miller     | 200   |                 |
| 4  | Eddie Hearne             | Miller     | 200   |                 |
| 5  | Lora Corum (en)          | Ford       | 200   |                 |
| 6  | Frank Elliott            | Miller     | 200   |                 |
| 7  | Cliff Durant             | Miller     | 200   |                 |
| 8  | Max Sailer               | Mercedes   | 200   |                 |
| 9  | Prince de Cystria        | Bugatti    | 200   |                 |
| 10 | Wade Morton              | Duesenberg | 200   |                 |
| 11 | Christian Werner         | Mercedes   | 200   |                 |
| 12 | Pierre De Vizcaya        | Bugatti    | 166   | mécanique       |
| 13 | Leon Duray               | Miller     | 136   | mécanique       |
| 14 | Dario Resta              | Packard    | 88    | différentiel    |
| 15 | Ralph DePalma            | Packard    | 69    | mécanique       |
| 16 | Harlan Fengler           | Miller     | 69    | mécanique       |
| 17 | Howdy Wilcox             | Miller     | 60    | alternateur     |
| 18 | Joe Boyer                | Packard    | 59    | différentiel    |
| 19 | Bennett Hill             | Miller     | 44    | mécanique       |
| 20 | Louis Zborowski          | Bugatti    | 41    | mécanique       |
| 21 | Earl Cooper              | Miller     | 21    | accident        |
| 22 | Raúl Riganti             | Bugatti    | 19    | fuite d'huile   |
| 23 | Christian Lautenschlager | Mercedes   | 14    | accident        |
| 24 | Martín de Álzaga         | Bugatti    | 6     | mécanique       |

## Sources
- (en) Résultats complets sur le site officiel de l'Indy 500